# 연덕로
연덕로(Yeondeok-ro, 연덕路)는 경상남도 창원시 성산구 웅남동 완암IC 에서 성산구 중앙동 교육단지삼거리 를 잇는 도로다.

## 주요 경유지
경상남도
- 창원시 성산구 (웅남동 . 중앙동)

## 노선
| 이름           | 접속 노선                      | 소재지 | 소재지 | 비고 |
| -------------- | ------------------------------ | ------ | ------ | ---- |
| 완암IC         | 지방도 제1030호선 (남해안대로) | 창원시 | 성산구 |      |
| 완암고가교     |                                | 창원시 | 성산구 |      |
| 완암사거리     | 공단로                         | 창원시 | 성산구 |      |
| 연덕사거리     | 웅남로                         | 창원시 | 성산구 |      |
| 연덕교         |                                | 창원시 | 성산구 |      |
| 교육단지삼거리 | 창원대로                       | 창원시 | 성산구 |      |
| 두대로와 직결  |                                |        |        |      |